# Mistrzostwa Europy Kadetów w Boksie 1997
Mistrzostwa Europy Kadetów w Boksie 1997 - 2. edycja Mistrzostw Europy Kadetów. Turniej miał miejsce w macedońskim mieście - Bitoli, a zawody trwały od 4 do 13 lipca. Zawodnicy rywalizowali w 13. kategoriach wagowych.

## Medaliści
| Kategoria:           | Złoto:              | Srebro:              | Brąz:                                 |
| kategoria do 45 kg.  | Viorel Simion       | Atakan Ali           | Gavin Brown Pavel Sirin               |
| kategoria do 48 kg.  | Faton Salihu        | Rüfət Hüseynov       | Denis Chernysh Sergey Sushko          |
| kategoria do 51 kg.  | Oleg Efimov         | Farhad Adjalov       | Ionuț Dan Ion Leonardo Calzolaio      |
| kategoria do 54 kg.  | Ahmet Turan         | Hamisi Durst         | John Rovers Marko Doknić              |
| kategoria do 57 kg.  | Vladimir Nosev      | Luis Murkšķis        | Geard Ajetović Marian Smolak          |
| kategoria do 60 kg.  | Alexey Zubok        | Sergey Vavdichuk     | Florin Foia Andreas Wurtenberger      |
| kategoria do 63 kg.  | Alexandr Pasanin    | Orhan Sofiev         | Giuseppe Truono Krzysztof Ceglarek    |
| kategoria do 66 kg.  | Antonio Brillantino | Cavid Tağıyev        | Alexandru Viskrebec Denis Georgievski |
| kategoria do 69 kg.  | Evgeniy Danovskiy   | Lukas Wilaschek      | Clemente Russo David Gegeshidze       |
| kategoria do 73 kg.  | Sergey Bendenko     | Vitaliy Donev        | Gary Sheehan Adrian Stanca            |
| kategoria do 77 kg.  | Petro Romanov       | Mane Marceta         | Darko Catlevski Simone Cruciani       |
| kategoria do 81 kg.  | Vitas Paliulis      | Roman Greenberg      | Timur Lavrić Gyorgy Szilagyi          |
| kategoria do +81 kg. | Bagrat Oganjan      | Evgeniy Sukhoverkhov | Marcel Kovesdi Krzysztof Włodarczyk   |